# Witów-Kolonia
Witów-Kolonia – wieś w Polsce położona w województwie łódzkim, w powiecie piotrkowskim, w gminie Sulejów.
W latach 1975–1998 miejscowość administracyjnie należała do województwa piotrkowskiego.